# Myospalax myospalax
Myospalax myospalax és una espècie de mamífer rosegador de la família dels espalàcids. Viu al Kazakhstan i Rússia. Es tracta d'un animal crepuscular que s'alimenta de les arrels i parts verdes de moltes plantes diferents. Els seus hàbitats naturals són les estepes, els boscos rars, els prats i, a vegades, els camps llaurables. Es creu que no hi ha cap amenaça significativa per a la supervivència d'aquesta espècie, tot i que algunes poblacions estan afectades per l'activitat humana.